# Rajon Iwazewitschy

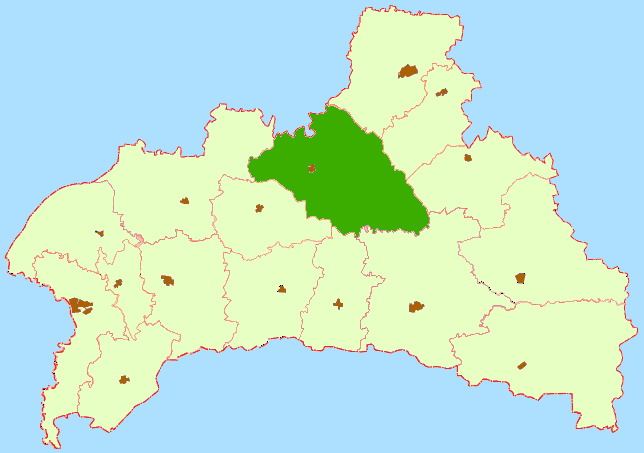
Rajon Iwazewitschy innerhalb der Breszkaja Woblasz

Der Rajon Iwazewitschy (belarussisch Івацэвіцкі раён, russisch Ивацевичский район) ist eine Verwaltungseinheit im nördlichen Teil der Breszkaja Woblasz in Belarus.
Der Rajon hat eine Fläche von etwa 3000 km² und ist in ein Passawet und 20 Selsawets gegliedert. Das administrative Zentrum ist die Stadt Iwazewitschy.

## Geographie
Der Rajon Iwazewitschy liegt im Norden der Breszkaja Woblasz. Die Nachbarrajone in der Breszkaja Woblasz sind im Norden Baranawitschy, im Osten Ljachawitschy, im Südosten Hanzawitschy, im Süden Pinsk und Iwanawa, im Südwesten Bjarosa und im Nordwesten Pruschany.
Im Rajon Iwazewitschy liegt das Vorwerk Meratschouschtschyna (polnisch Mereczowszczyzna), der Geburtsort von Tadeusz Kościuszko, in dessen rekonstruiertem Geburtshaus sich heute ein Museum befindet.
Die größten Flüsse sind Schtschara und Hryuda.